# The Anatomy of Melancholy
Ne doit pas être confondu avec l'œuvre de Robert Burton.
Albums de Paradise Lost
In Requiem
(2007) Drown in Darkness – The Early Demos
(2009)
The Anatomy of Melancholy est le premier album live du groupe britannique de metal gothique Paradise Lost sorti en 2008. Il est enregistré le 12 avril 2007 au KOKO de Londres. L'album sort en double DVD et en double CD.
Il existe également une édition de luxe de quatre disques contenant les deux versions précédentes. La pochette est réalisée par l'artiste grec Seth Siro Anton (en).

## Titres
| 1.  | Intro                                 | 01:00 |
| 2.  | The Enemy (de In Requiem)             | 03:50 |
| 3.  | Grey (de Paradise Lost)               | 03:48 |
| 4.  | Erased (de Symbol of Life)            | 04:09 |
| 5.  | Red Shift (de Paradise Lost)          | 03:36 |
| 6.  | So Much Is Lost (de Host)             | 04:33 |
| 7.  | Sweetness (de Icon)                   | 04:52 |
| 8.  | Praise Lamented Shade (de In Requiem) | 04:05 |
| 9.  | Pity the Sadness (de Shades of God)   | 05:33 |
| 10. | Forever Failure (de Draconian Times)  | 04:42 |
| 11. | Once Solemn (de Draconian Times')     | 03:28 |
| 12. | As I Die (de Shades of God)           | 04:01 |

| 13. | Embers Fire (de Icon)               | 05:31 |
| 14. | Mouth (de Believe in Nothing)       | 03:47 |
| 15. | No Celebration (de Symbol of Life)  | 03:54 |
| 16. | Eternal (de Gothic)                 | 04:17 |
| 17. | True Belief (de Icon)               | 04:47 |
| 18. | One Second (de One Second)          | 03:43 |
| 19. | The Last Time (de Draconian Times') | 04:22 |
| 20. | Gothic (de Gothic)                  | 05:44 |
| 21. | Say Just Words (de One Second)      | 04:36 |

- Isolate (DVD uniquement, non répertorié dans la liste des pistes)

## Classements
| Classement (2008)            | Meilleure position |
| ---------------------------- | ------------------ |
| France (SNEP)                | 175                |
| Allemagne (Media Control AG) | 42                 |